# Profesionalac
Profesionalac (serbi: Професионалац) és una pel·lícula de comèdia dramàtica de Sèrbia, escrita i dirigida per Dušan Kovačević i basada en la seva obra de teatre de 1990 amb el mateix nom. La pel·lícula gaudeix de l'estatus de culte i és una retrospectiva còmica fosca de la relació entre els dissidents i el Servei de Seguretat de l'Estat sota el règim de Slobodan Milošević.
Va ser nominat a set premis dels quals en va rebre cinc. Va ser seleccionada com a entrada sèrbia per la Millor pel·lícula en llengua estrangera als Premis Oscar de 2003, però no va ser nominada.

## Argument
Fins ahir, Teodor Teja Kraj (Branislav Lečić), professor universitari, escriptor, bohemi, membre de la intel·lectualitat de Belgrad i fervent opositor al règim de Milošević, és avui el director d'una gran editorial. Un dia, un estrany inusual entra al seu despatx sense ser convidat amb una gran maleta a la mà. Aquest home és Luka Laban (Bora Todorović), un antic agent del servei de seguretat serbi, ara taxista. De sobte, comença l'enfrontament d'aquest home, ple de sorpreses i girs increïbles. Mentre coneixem en Luka, ens assabentem que la seva missió durant els últims deu anys ha estat perseguir en Teja, escriure informes sobre les seves accions, espiar els moments més íntims de la seva vida.

## Repartiment
- Branislav Lečić com a Teodor "Teja" Kraj
- Bora Todorović com a Luka Laban
- Nataša Ninković com a Marta
- Dragan Jovanović com a Gipsani
- Josif Tatić com a Maki
- Miodrag Krstović com a Jovan
- Gorica Popović com a periodista
- Renata Ulmanski com a mare de Teja
- Stole Novaković com el pare de Teja
- Dana Todorović com a Ana
- Aljoša Vučković com a cambrer
- Sergej Trifunović com el violent exnòvio de la Marta

Branislav Lečić va ser escollit intencionadament per interpretar el paper de Teodor "Teja" Kraj perquè va participar activament en l'enderrocament del règim de Milošević. A la pel·lícula es van utilitzar imatges reals de les protestes de 1991 que mostraven Lečić donant el seu discurs.

## Diferències amb l'obra
La pel·lícula és una versió una mica modernitzada de l'obra de 1990. La majoria dels esdeveniments que discuteixen els dos personatges principals a l'obra tenen lloc durant les dècades de 1970 i 80, i els primers esdeveniments descrits a la pel·lícula tenen lloc el 1991.
Tota la subtrama relativa a la relació entre la filla de Luka i la Teja s'afegeix a la pel·lícula, a l'obra Luka té un fill que només és el conegut de Teja. Un altre punt important és la subtrama d'acció de vaga, el personatge de Jovan es va afegir a la pel·lícula i es basa en el personatge d'un escriptor furibund que entra a l'oficina de Teja després de ser rebutjat per l'editorial. La relació entre Teja i Marta és més explícita en l'adaptació cinematogràfica.

## Reconeixements
| Any  | Festival                                     | Premi                    |
| ---- | -------------------------------------------- | ------------------------ |
| 2003 | Festival Internacional de Cinema de Montreal | Millor guió              |
| 2003 | Festival Internacional de Cinema de Montreal | Premi FIPRESCI           |
| 2003 | Viareggio Europa Cinema                      | Millor pel·lícula        |
| 2003 | Viareggio Europa Cinema                      | Millor guió              |
| 2004 | Festival Internacional de Cinema d'Istanbul  | Premi especial del Jurat |